# Карпук Анатолій Іванович
Анатолій Іванович Карпук (нар. 27 листопада 1954, с. Сереховичі, Старовижівський район, Волинська область) — український науковець-лісівник, заслужений лісівник України, відмінник лісового господарства, член-кореспондент ЛАНУ, доктор економічних наук.

## Життєпис
1970—1974 — навчався в Шацькому лісовому технікумі, де здобув кваліфікацію техніка-лісовода. Згодом проходив строкову службу в лавах Радянської Армії.
1976—1982 — навчався на лісогосподарському факультеті в Українській сільськогосподарській академії за спеціальністю «Лісове господарство».
Працював два роки помічником лісничого Яснозірського лісництва Корсунь-Шевченківського лісгоспу, потім лісничим Синицького лісництва Уманського лісгоспзагу.
1989—1995 — головний лісничий Золотоніського держлісгоспу. Згодом, до 1997 року, обіймав посаду директора Чигиринського держлісгоспу.
З листопада 1997 — головний інженер, а з березня 1998 — генеральний директор Черкаського обласного державного об'єднання «Черкасиліс».
В 2000—2009 обирався депутатом Черкаської обласної ради.
в 2004 захистив дисертацію та здобув науковий ступінь кандидата економічних наук за спеціальністю «Економіка природокористування і охорона навколишнього середовища».
З січня 2005 — начальник Черкаського обласного управління лісового господарства.
З липня 2007 очолює Боярську лісову дослідну станцію.

## Відзнаки
- Почесне звання «Заслужений лісівник України» (2004).
- Нагрудний знак «Відмінник лісового господарства України».